# Love Is Over Now (canción de Angela Aki)
«Love Is Over Now» es una canción de Angela Aki que aparece en el álbum HOME como la canción 2. Es una canción con base orquestral. No ha vuelto a parecer en la discografía de Angela hasta el momento.

## Información
Artista
Angela Aki
Canción
Love Is Over Now
Letra y Música
Angela Aki
Otra información
Arreglos: Angela Aki,  Matsuoka Motoki
Batería: Konishi Shojiro 
Bajo: Okiyama Yuuji 
Gutarra acústica: Matsuoka Motoki 
Guitarra Hammond: Ito Takahiro 
Piano: Angela Aki

## Angela Comenta
"Puede que el amor sea excesivo y no tengas ninguna esperanza puesta en él, este es el principio del fin del amor.
Puedes decir que el amor es una buena experiencia. Esta es una canción muy dolorosa" -- Angela Aki
- Datos: Q5981621